# Pliohyrax
Pliohyrax ("meer op de klipdas gelijkend") is een geslacht van  hyracoïden dat sinds het Plioceen is uitgestorven, is een van de grotere hyracoïden (de cavia-achtige groep dieren die het meest verwant is aan olifanten en zeekoeien). Het groeide uit tot maten die veel groter waren dan die van enige levende klipdas, hoewel het geenszins het grootste lid van deze groep was.

## Fossielen
Fossielen van deze Miocene, scansoriale herbivoor zijn gevonden in Afghanistan, Frankrijk en Turkije. In Spanje was Pliohyrax graecus een van de grote zoogdiersoorten die werden aangetroffen in de Almenara-vindplaats, gedeponeerd tijdens de Messiniaanse crisis, samen met Macaca sp., Bovidae indet., Cf. Nyctereutes sp. en Felidae indet.